# David Servan-Schreiber

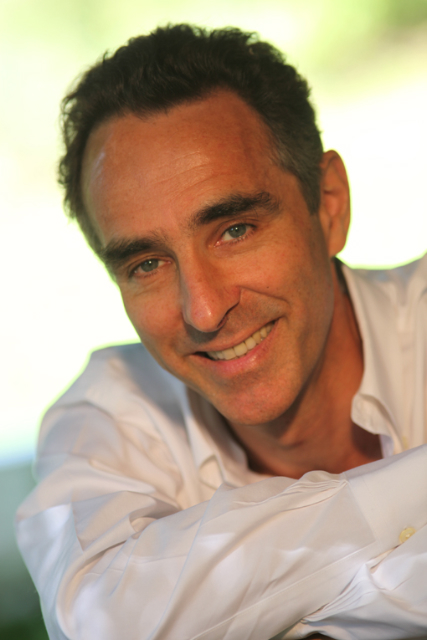
David Servan-Schreiber, 2009

David Servan-Schreiber (* 21. April 1961 in Neuilly-sur-Seine bei Paris; † 24. Juli 2011 in Fécamp, Normandie) war ein französischer Mediziner, Psychiater und Autor.

## Leben
David Servan-Schreiber wurde als ältester von vier Söhnen der Sabine de Fouquières und des Journalisten und Politikers Jean-Jacques Servan-Schreiber geboren. Er studierte in Frankreich und Kanada Medizin (M.D. an der kanadischen Université Laval) und wurde in den USA im Bereich neurokognitive Wissenschaften bei dem Nobelpreisträger Herbert Simon (Ph.D, Carnegie Mellon University) promoviert. Er arbeitete in den USA als Professor für Psychiatrie an der University of Pittsburgh und in Frankreich als Dozent an der Fakultät für Medizin in Lyon. Er war Gründungsmitglied der US-amerikanischen Sektion von Ärzte ohne Grenzen und Mitbegründer des UPMC Center for Integrative Medicine in Pittsburgh. Bekannt wurde er mit populärwissenschaftlichen Büchern, in denen er gesunde Ernährung, Sport und einen ausgeglichenen Lebensstil propagierte. Aufmerksamkeit erlangte er vor allem durch seine Bestseller Die neue Medizin der Emotionen und Das Anti-Krebs-Buch - Vorbeugen und nachsorgen mit natürlichen Mitteln. Er wies auf das nicht ausgeschlossene Risiko einer Krebserkrankung aufgrund langfristiger Belastung durch Handystrahlung hin. Er erlag im Alter von 50 Jahren einem Hirntumor, der 19 Jahre zuvor bei ihm diagnostiziert worden war.

## Bücher
- Die Neue Medizin der Emotionen – Stress, Angst, Depression: Gesund werden ohne Medikamente. Goldmann, ISBN 978-3-442-15353-4.
- Anticancer – Prévenir et lutter grâce à nos défenses naturelles. Éditions Robert Laffont, S.A., Paris 2007, ISBN 978-2-221-10871-0.
- deutsch: Das Antikrebs-Buch – Vorbeugen und nachsorgen mit natürlichen Mitteln. Verlag Antje Kunstmann, ISBN 978-3-88897-513-4.
- On peut se dire au revoir plusieurs fois. Éditions Robert Laffont, S.A., Paris 2011, ISBN 978-2-221-12704-9.
- Man sagt sich mehr als einmal Lebewohl.  Verlag Antje Kunstmann, ISBN 978-3888977510.